# ザクセン＝コーブルク＝アイゼナハ

ザクセン＝コーブルク＝アイゼナハ公国
Herzogtum Sachsen-Coburg-Eisenach

ザクセン＝コーブルク＝アイゼナハ（ドイツ語: Sachsen-Coburg-Eisenach）は1572年から1596年までと1633年から1638年まで存在した、神聖ローマ帝国の領邦。領土は現バイエルン州とテューリンゲン州の一部にあたる。

## 歴史
1570年のシュパイアー帝国議会での決議により、ザクセン＝ヴァイマル公国からコーブルクとアイゼナハが分離、それぞれザクセン公ヨハン・フリードリヒ2世の2人の息子ヨハン・カジミールとヨハン・エルンストに与えられた。これは1572年のエアフルトの分割で正式なものになった。ヨハン・カジミールとヨハン・エルンストがまだ幼年であったため、ザクセン選帝侯アウグストが暫定的に統治した。
1586年、アウグストの摂政期が終わり、ヨハン・カジミールとヨハン・エルンストが共同で公国を統治した。ほどなくしてヨハン・エルンストが身を引き、マルクスールにある狩り小屋へ戻り、1590年には5年間公国政府に参与しないことを正式に宣言した。そして、この5年間が過ぎた1596年には公国は2人の間で分割された。ヨハン・カジミールがザクセン＝コーブルクを、ヨハン・エルンストがザクセン＝アイゼナハを獲得した。
1633年にヨハン・カジミールが子供のないまま死去すると、ヨハン・エルンストはザクセン＝コーブルクを相続、両公国を統一した。しかし、ヨハン・エルンストも1638年に子供のないまま死去したため、ザクセン＝コーブルク＝アイゼナハ公の家系が断絶、遺領はエルネスティン系のザクセン＝ヴァイマルとザクセン＝アルテンブルクによって分割された。
ザクセン＝コーブルクとザクセン＝アイゼナハが再び同じ国に属するのは1920年、テューリンゲン州が成立するまで待たなければならなかった。